# Mangora foliosa
Mangora foliosa är en spindelart som beskrevs av Zhu och Yin 1997. Mangora foliosa ingår i släktet Mangora och familjen hjulspindlar. Inga underarter finns listade i Catalogue of Life.